# Dolòpia
Dolòpia (en grec antic Δολοπία) era un territori a l'oest de Tessàlia, poblat pels dolops, una tribu epirota. Territori independent, governat per un rei, va ser sotmès sovint pels reis de Tessàlia, però va conservar una virtual independència fins a la conquesta romana de Macedònia el 168 aC.